# Heike von Lützau-Hohlbein
Heike von Lützau-Hohlbein (* 1946 in Flensburg) ist eine deutsche Informatikerin und Gründerin der Deutschen Alzheimer Stiftung.

## Leben
Als Heike von Lützau wuchs sie in Schleswig-Holstein in einer traditionsreichen liberal-konservativen Familie auf. Nach dem Abitur 1966 in Lübeck auf der Ernestinenschule absolvierte sie eine Ausbildung zur Ingenieurassistentin in München. Während eines vierjährigen Aufenthalts in Mexiko, auf Grund der beruflichen Tätigkeit ihres Ehemannes, studierte sie Mathematik, später Informatik mit Diplom-Abschluss 1980 an der Technischen Universität in München.
Von 1987 bis 2006 war sie Geschäftsführerin eines eigenen IT-Unternehmens. Ihre Tätigkeitsfelder lagen im Software-Design, der Implementierung und dem technischen Projektmanagement für große internationale Projekte.
Seit 1990 hat sie sich im Bereich der Selbsthilfe Demenz in der Deutschen Alzheimer Gesellschaft, dem bundesdeutschen Dachverband der regionalen Alzheimer-Gesellschaften, ehrenamtlich engagiert. Erst als Schatzmeisterin, später war sie von 2001 bis 2015 Erste Vorsitzende der Deutschen Alzheimer Gesellschaft. Die Weiterentwicklung der Pflegeversicherung unter Berücksichtigung der psychischen Erkrankungen war ihr ein wichtiges Anliegen. In der Vorbereitung und Entwicklung der Nationalen Demenzstrategie, die von der Bundesregierung initiiert wurde, war sie als Co-Vorsitzende beteiligt.
2000 gründete sie die Deutsche Alzheimer Stiftung, eine selbständige rechtsfähige gemeinnützige Förderstiftung für die Deutsche Alzheimer Gesellschaft, deren Kuratoriumsvorsitzende sie bis heute ist.
Darüber hinaus war sie von 2010 bis 2016 Vorsitzende von Alzheimer Europe, dem Dachverband der europäischen nationalen Alzheimer-Selbsthilfeorganisationen mit Sitz in Luxemburg, in dessen Vorstand sie seit 2004 tätig war. In ihrer Rolle als Vorsitzende der Alzheimer Europe Foundation ist sie der Organisation weiterhin verbunden.
2004 wurde sie vom Bundespräsidenten in das Kuratorium Deutsche Altershilfe (KDA) berufen, in dessen Aufsichtsrat sie von 2017 bis 2019 tätig war.
Über die Aktion Demenz e.V., deren Mitgründerin und Vorstandsmitglied sie seit der Gründung 2006 ist, setzt sie sich für einen aufgeklärten Umgang mit dementiellen Erkrankungen in der Zivilgesellschaft ein.
Ihre ehrenamtliche Arbeit ist geprägt von der Erfahrung als Angehörige von Menschen mit Demenz und zielt darauf ab, die Lebensbedingungen von Demenzkranken und ihren Angehörigen zu verbessern.

## Ehrungen
- 2001: Bayerische Staatsmedaille für soziale Verdienste
- 2008: Verdienstkreuz am Bande des Verdienstordens der Bundesrepublik Deutschland
- 2014: Bayerische Staatsmedaille für Verdienste um Gesundheit und Pflege